# Rosario Magrì
Rosario Magrì (1924 – 2005) è stato uno scrittore italiano.
Neurologo, per molti anni è stato primario in un grande ospedale di Milano.
Accanto all'attività medica ha svolto l'attività di scrittore, ottenendo fama per una serie di romanzi polizieschi incentrati dapprima sulla figura del celebre medico pergameno Claudio Galeno, ed in seguito sul capo dei vigiles di Ostia Ponzio Epafrodito, pubblicati negli anni Ottanta e Novanta del XX secolo; si tratta di quattro romanzi ambientati nel II secolo: Il medico delle isole, La statua d'oro (successivamente ripubblicato con il titolo Il medico dell'imperatore), Il sale in bocca e Indagine sulla morte di uno schiavo.
Nel primo libro, un giovane Claudio Galeno è il protagonista; nel secondo ritroviamo il medico ma in tarda età, e si affaccia per la prima volta Ponzio Epàfrodito. Gli ultimi due titoli vedono il solo Ponzio all'opera . Dal 2002 i primi due sono stati ristampati da Edizioni Ares (con delle minori modifiche tipografiche), che ha però cambiato il titolo del secondo libro da La statua d'oro a Il medico dell'imperatore.
Contemporaneamente Magrì ha scritto anche romanzi non polizieschi, come Prima della notte. Stilicone e Finis. Onore e morte di Stilicone, entrambi basati sulle vicende di Stilicone, generale che difese Roma contro le invasioni delle popolazioni germaniche.

## Opere

### Romanzi polizieschi storici
- Il medico delle isole - Edizioni Ares, 2002 (già pubblicato nel 1982 da Omnibus Mondadori e nel 1993 da Carlo Signorelli Editore)
- La statua d'oro - Omnibus Mondadori, 1984;  Mondadori Scuola, 1993. - ristampato da Edizioni Ares nel 2004 ma con il titolo Il medico dell'imperatore
- Il sale in bocca - Mondadori, 1990
- Indagine sulla morte di uno schiavo - Mondadori, 1991

### Romanzi storici
- Il tempio e la spada -  Massimo, 1961
- Tredicesima legione - Massimo, 1962 - (riduzione per ragazzi de "Il tempio e la spada")
- L'imperatore - Omnibus Mondadori, 1993
- Prima della notte. Stilicone - Edizioni Ares, 2001
- Finis. Onore e morte di Stilicone - Edizioni Ares, 2006

### Altri romanzi
- Tempo di favole - Massimo, 1967
- Scherza coi santi (con Francesco Frigerio) - Massimo, 1984
- Malamela (con Francesco Frigerio) - Massimo, 1985